# Toro Farnese
Il Supplizio di Dirce, più conosciuto come Toro Farnese, è la copia romana di un celebre gruppo scultoreo ellenistico, in marmo, conservata presso il museo archeologico nazionale di Napoli. È la più grande scultura singola mai recuperata dall'antichità.

## Storia
Il gruppo fu rinvenuto nelle Terme di Caracalla a Roma nel 1546, durante gli scavi commissionati da Alessandro Farnese allo scopo di recuperare antiche sculture per abbellire la sua residenza di palazzo Farnese. A differenza dell'Ercole Farnese e dell'Ercole latino, provenienti dallo stesso scavo del Toro Farnese e che furono più volte ritratti nei periodi successivi, l'unico riferimento al gruppo del Supplizio è dovuto ad un'incisione del 1595 di Étienne Dupérac raffigurante le rovine delle Terme.
Dopo aver respinto i tentativi di acquisto da parte di Luigi XIV del 1665, la scultura insieme al resto della collezione di antichità Farnese, fu prima ereditata da Carlo di Borbone, figlio di Elisabetta, ultima discendente della famiglia Farnese, e poi trasferita a Napoli per volontà di Ferdinando IV di Borbone nel 1788, quando si ultimò il trasferimento della raccolta nella capitale del regno.
Il complesso scultoreo fu utilizzato molto probabilmente come fontana nella villa reale della città fino al 1826, quando fu poi spostato al museo archeologico nazionale di Napoli dove trovò definitiva collocazione.

## Attribuzione
La data e l'autore dell'opera sono incerte. Inizialmente fu attribuita agli artisti di Rodi, Apollonio di Tralle e suo fratello Taurisco, grazie agli scritti di Plinio il Vecchio. Questi afferma infatti che la scultura fu commissionata alla fine del II secolo a.C. e fu tratta da un unico blocco di marmo. Successivamente il gruppo statuario greco fu trasferito a Roma da Rodi come parte dell'incredibile collezione di sculture e opere d'arte di Asinio Pollione, un politico romano vissuto nel periodo di passaggio tra la repubblica e il principato.
Tuttavia studi più recenti hanno appurato che il Toro Farnese non sia la scultura descritta da Plinio, bensì una copia romana databile invece al III secolo d.C. e scolpita appositamente per le Terme di Caracalla. Inoltre i piccoli ciuffi di peli sul toro e le pieghe taglienti dei vestiti di Antiope e del mantello di Dirce conducono l'opera al periodo severiano (III secolo d.C).

## Descrizione
Il complesso marmoreo è alto circa 3,70 m. Esso è stato tratto da un unico blocco di marmo con base di 2,95 × 3,00 m del peso di 24 tonnellate.
Il soggetto rappresenta il supplizio di Dirce, con i figli di Antiope (Anfione e Zeto) che, desiderosi di vendicare gli insulti alla madre, hanno legato a un toro selvaggio la matrigna Dirce. 
Lo stesso soggetto è raffigurato anche in un affresco della casa dei Vettii a Pompei.
Nella scena appaiono altri personaggi secondari, aggiunti nel '500 o nel '700: un cane, un bambino e una seconda figura femminile, quest'ultima raffigurante forse Antiope.

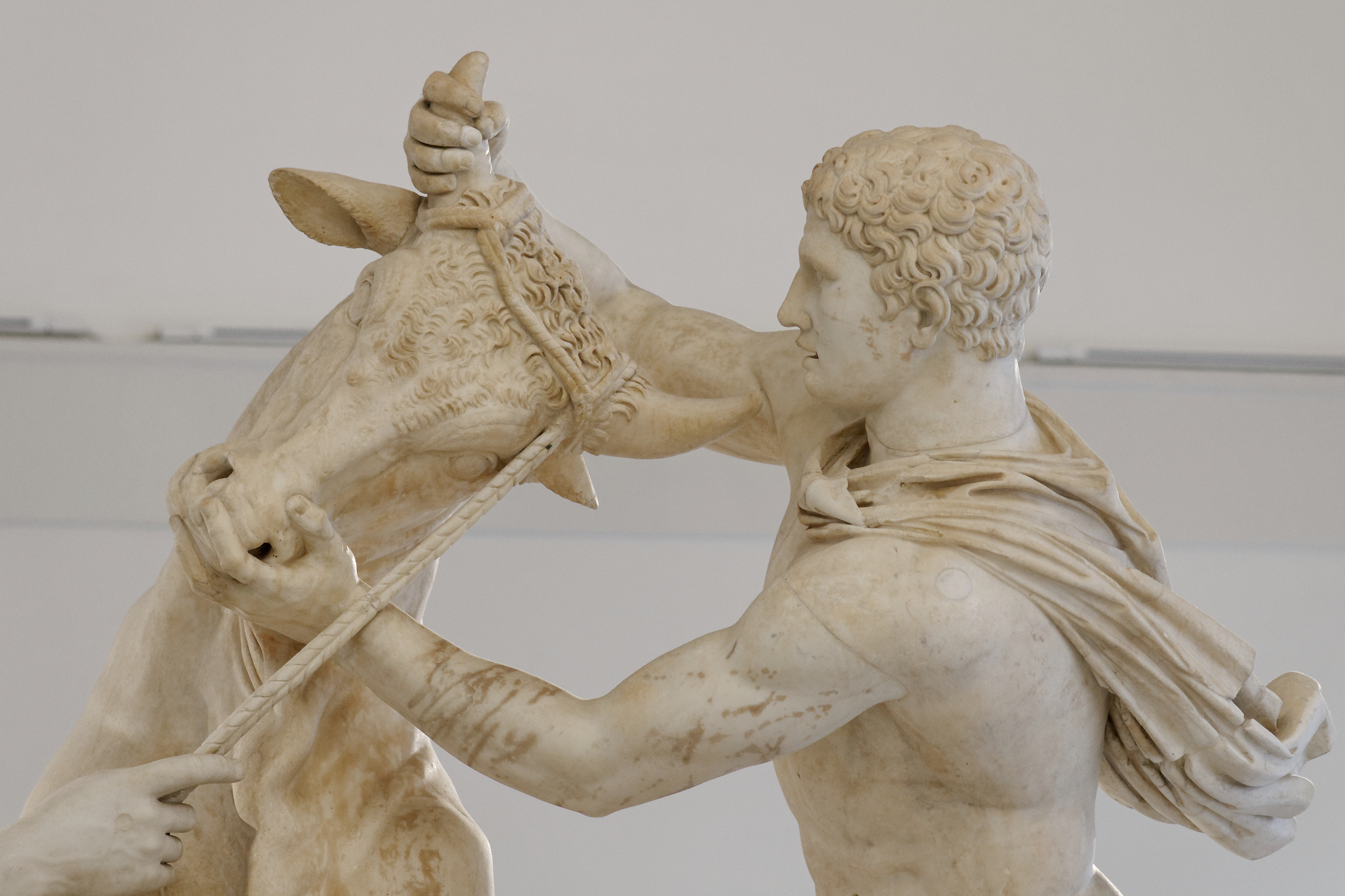
Particolare del toro
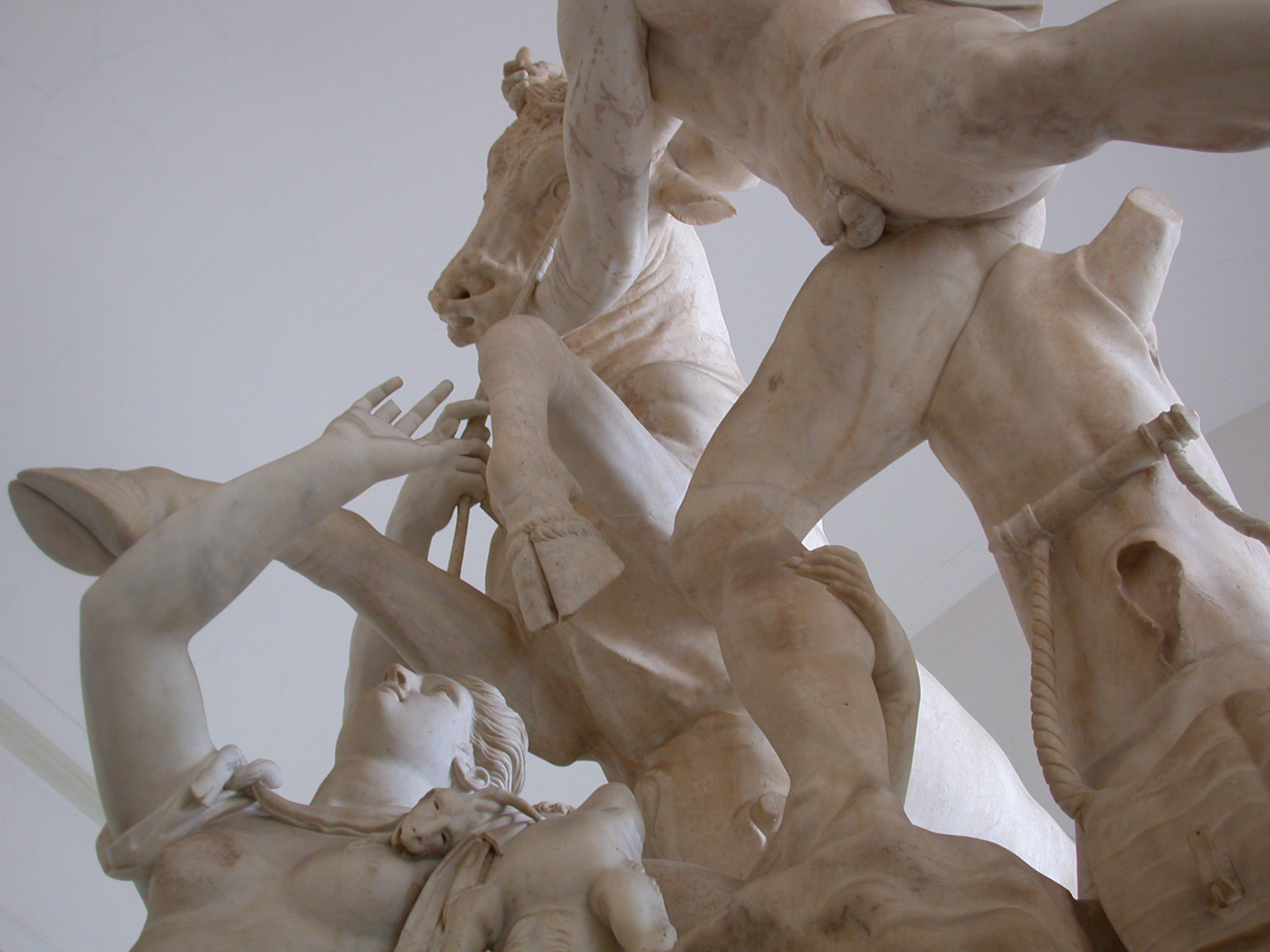
Particolare di Dirce
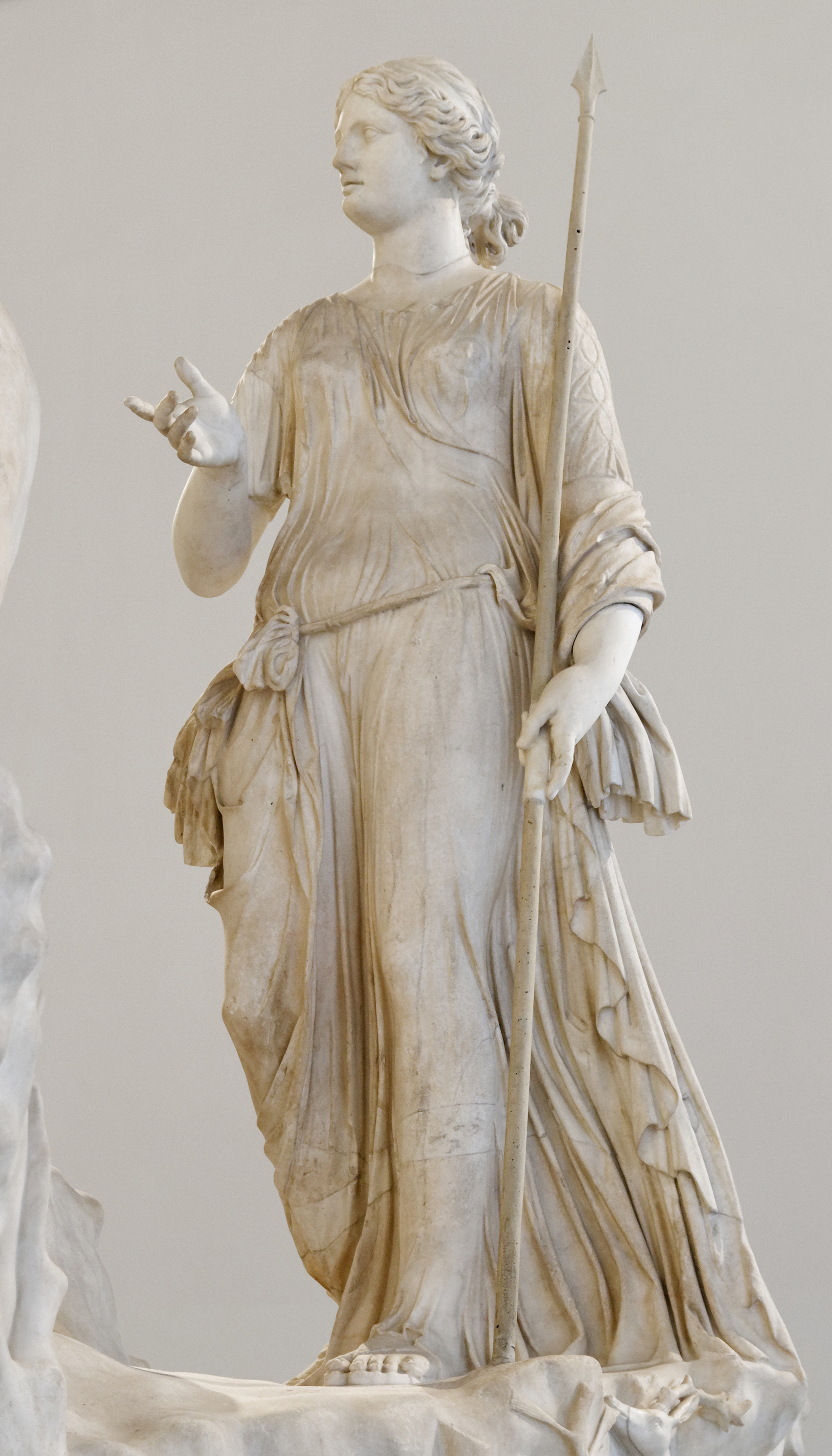
Particolare di Antiope